# Gianluca Arrighi
Gianluca Arrighi (n. 3 octombrie 1972, Roma) este un scriitor italian contemporan. 

## Viața
Dupa ce a absolvit facultatea în dreptul penal și s-a înscris la Tabloul avocaților definitivi a debutat în ficțiune cu romanul Crimina romana, adoptat ca și manual de lege și educație legala în diferite școli din Roma. 
Președintele provinciei din Roma Nicola Zingaretti, în lupta sa împotriva fenomenului de creștere a delincvenței juvenile, a organizat în universități mai multe conferințe despre justiție unde Arrighi a întâlnit sute de elevi ca să răspundă la întrebările lor despre infracțiuni și crime. 
Între anii 2010 și 2011 Arrighi a scris o serie de povestiri thriller pentru diverse reviste și ziare naționale. 
În februarie 2012, el a publicat al doilea roman al său, Vincolo di sangue, despre cazul Judiciar al Rosaliei Quartararo, care s-a întâmplat în Italia, cu omorârea fiicei sale de ea însasi în vara anului 1993 și care a șocat opinia publică. Rosalia Quartararo a fost, de fapt, introdusa în tratatele de Criminologie între cele mai nemiloase criminale. 
În anul 2012, Mediaset, cea mai importanta televiziune comercială italiana, a introdus avocatul Gianluca Arrighi printre cei mai buni scriitori italieni de thrillere. 
În luna martie 2014 a fost publicat al treilea roman, L'inganno della memoria, în care Arrighi a dat naștere la personajul literar Elia Preziosi, magistrat enigmatic și distant al Procuraturii Juridice din Roma. 
L'inganno della memoria a fost cel mai vandut thriller legal italian din anul 2014. 
În martie 2015, la un an după publicarea L'inganno della memoria, Arrighi a suferit persecuțiile și intimidarile din partea unui stalker, care pe urma a fost identificat de Poliție și condamnat de Tribunalul din Roma. Omul, un scriitor aspirant, a mărturisit investigatorilor că a persecutat Arrighi din cauza invidiei pentru succesul său. 
Povestirile thriller și romanele lui Arrighi sunt aproape întotdeauna ambientate la Roma, iar autorul este considerat un maestru de suspans.

## Opere

### Romane polițiste
- Crimina romana, Roma, Gaffi, 2009 ISBN: 978-88-6165-049-7
- Vincolo di sangue, Milano, Baldini Castoldi Dalai Editore, 2012 ISBN: 978-88-6620-367-4
- L'inganno della memoria, Milano, Anordest, 2014 ISBN: 978-88-98651-18-4

### Povestiri polițiste
- La malga, 2010
- Lo scassinatore, 2010
- Il vestito rosso, 2010
- Una morte e una calibro 38. La morte arriva in autunno, 2010
- Correvo disperata per sfuggire alla madre di tutte le paure, 2010
- Roxanne, 2011
- La vicina di casa, 2011
- Il desiderio di Letizia, 2011
- Un brusco risveglio, 2011
- La linea di confine, 2011